# پردازش تصویر
پردازش تصویر (به انگلیسی: Image processing) امروزه بیشتر به موضوع پردازش دیجیتالی تصاویر (پردازش تصویر دیجیتال) گفته می‌شود که شاخه‌ای از پردازش سیگنال است که با پردازش سیگنال دیجیتال که نماینده تصاویر برداشته شده با دوربین دیجیتال یا اسکن شده توسط اسکنر هستند سر و کار دارد.
پردازش تصاویر دارای دو شاخه عمدهٔ بهبود تصاویر و بینایی ماشین است. بهبود تصاویر دربرگیرندهٔ روش‌هایی چون استفاده از فیلتر محوکننده و افزایش تضاد برای بهتر کردن کیفیت دیداری تصاویر و اطمینان از نمایش درست آن‌ها در محیط مقصد (مانند چاپگر یا نمایشگر رایانه) است، در حالی که بینایی ماشین به روش‌هایی می‌پردازد که به کمک آن‌ها می‌توان معنی و محتوای تصاویر را درک کرد تا از آن‌ها در کارهایی چون رباتیک و محور تصاویر استفاده شود.
در معنای خاص آن پردازش تصویر عبارتست از هر نوع پردازش سیگنال که ورودی یک تصویر است مثل عکس یا صحنه‌ای از یک فیلم. خروجی پردازشگر تصویر می‌تواند یک تصویر یا یک مجموعه از نشان‌های ویژه یا متغیر (ریاضی)های مربوط به تصویر باشد. اغلب تکنیک‌های پردازش تصویر شامل برخورد با تصویر به عنوان یک سیگنال دو بعدی و به‌کار گرفتن تکنیک‌های استاندارد پردازش سیگنال روی آن‌ها می‌شود.
پردازش تصویر اغلب به پردازش دیجیتالی تصویر اشاره می‌کند ولی پردازش نوری و عکاسی آنالوگ تصویر هم وجود دارند. این مقاله در مورد تکنیک‌های کلی است که برای همه آن‌ها به کار می‌رود.

## تصویر دیجیتالی
تصویر دیجیتال (رقمی) از تعداد بسیار زیادی از مربع‌های کوچک، مشهور به پیکسل (pixel) تشکیل شده است. هر پیکسل دارای یک مقدار دیجیتال است که بیان‌گر مقدار روشنایی آن پیکسل است. به این نوع تصاویر، تصاویر رَستِری (Raster Image) هم می‌گویند. هر تصویر رستری از تعدادی سطر و تعدادی ستون تشکیل شده است.

### مقادیر پیکسل
برای مشخص کردن رنگ یک پیکسل، روش‌های مختلفی استفاده می‌شود. آنچه که متداول‌تر است مدل رنگی آر جی بی (RGB) است که ۳ کانال مختلف برای ۳ رنگ قرمز، سبز و آبی در نظر می‌گیرد. اما در پردازش تصویر از فضاهای رنگی دیگر استفادهٔ بیشتری می‌شود. برای مثال فضای رنگ HSV.
در صورتی که از ۳ کانال قرمز و سبز و آبی استفاده شود و برای هر کانال ۸ بیت در نظر گرفته شود، هر کانال دارای ۲۵۶ حالت خواهد بود. در نتیجه هر پیکسل می‌تواند ۱۶۷۷۷۲۱۶ (۲۵۶ به توان ۳) رنگ مختلف را نشان دهد.

### تفکیک‌پذیری تصویر
تفکیک‌پذیری تصویر به تعداد پیکسل‌ها در طول و عرض تصویر بستگی دارد.

### رزولوشن رادیو متریک تصویر
در یک تصویر ۴ بیتی، حداکثر دامنه روشنایی برابر با ۱۶ (۲ به توان ۴) می‌باشد یعنی دامنه آن از ۰ تا ۱۵ می‌باشد. این تصویر در مقایسه با یک تصویر با نرخ بیت بالاتر، کیفیت پایین‌تری را به نمایش می‌گذارد. تصویر ۸ بیتی، حداکثر دامنه روشنایی ۲۵۶ را دارد، یعنی تغییرات هر پیکسل آن بین ۰ تا ۲۵۵ است؛ بنابراین رزولوشن رادیو متریک بهتری دارد.

## عملیات اصلی در پردازش تصویر
1. تبدیلات هندسی: همانند تغییر اندازه، چرخش و…
2. رنگ: همانند تغییر روشنایی، وضوح یا تغییر مدل (فضا) رنگ
3. ترکیب تصاویر: ترکیب دو یا چند تصویر
4. فشرده سازی پرونده: کاهش حجم تصویر، تغییر قالب بندی(فرمت) تصویر
5. ناحیه بندی پرونده: تجزیهٔ تصویر به نواحی با معنی
6. بهبود کیفیت پرونده: کاهش نویز، افزایش کنتراست، اصلاح گاما و ...
7. سنجش کیفیت تصویر
8. ذخیره‌سازی اطلاعات در تصویر
9. انطباق تصاویر: شاخص شباهت ساختاری، نسبت سیگنال به نویز و …
10. افزایش رزولوشن به ویژه با استفاده از یادگیری ماشین[۱]

## فشرده‌سازی تصاویر
مقالهٔ اصلی: فشرده‌سازی تصاویر
برای ذخیره‌سازی تصویر به دنبال روشی هستیم تا به کمک آن روش بتوانیم حجم اطلاعات را تا جایی که ممکن است کاهش دهیم. اساس بسیاری از روش‌های فشرده‌سازی، کنار گذاردن بخش‌هایی از اطلاعات و داده‌ها است.
ضریب یا نسبت فشرده‌سازی، عددی است که میزان کنار گذاشتن اطلاعات را نشان می‌دهد.
فشرده‌سازی تصاویر، ذخیره‌کردن و انتقال آن‌ها را آسان‌تر می‌کند و می‌تواند سبب کاهش پهنای باند و فرکانس مورد نیاز (برای ارسال تصاویر) شود.
امروزه روش‌های متعدد و پیشرفته‌ای برای فشرده‌سازی وجود دارد. فشرده‌سازی تصویر با توجه به این گزارهٔ مهم صورت می‌گیرد که چشم انسان حد فاصل دو عنصر تصویری نزدیک به هم را یکسان دیده و به خوبی تمایز آن‌ها را نمی‌تواند تشخیص دهد. همچنین اثر نور و تصویر برای مدت زمان معینی در چشم باقی می‌ماند که این پدیده در ساخت تصاویر متحرک مورد توجه می‌باشد.
- روش JPEG

نام این فرمت در واقع مخفف کلمات JOINT PHOTOGRAPHIC EXPERT GROUP است. از این روش در فشرده‌سازی عکس و تصاویر گرافیکی ساکن استفاده می‌شود. JPEG اولین و ساده‌ترین روش در فشرده‌سازی تصویر است. در ابتدا سعی شد برای فشرده‌سازی تصاویر متحرک نیز مورد استفاده قرار گیرد، برای این منظور تصاویر به صورت فریم به فریم مانند عکس فشرده می‌شدند و سپس با ابداع روش MOTION JPEG برای ارتباط دادن این عکس‌ها به هم تلاش می‌شد که با مشکلاتی همراه بود.
- روش MPEG

نام این فرمت مخفف عبارت MOVING PICTURE EXPERT GROUP است. این روش در ابتدای سال ۹۰ ابداع شد و در آن اطلاعات تصویر با سرعت حدود ۵/۱ مگابیت بر ثانیه انتقال پیدا می‌کرد که در تهیه تصاویر ویدئویی استفاده می‌شد. با این روش امکان ذخیره حدود ۶۵۰ مگابایت اطلاعات معادل حدود ۷۰ دقیقه تصویر متحرک در یک دیسک به وجود آمد. در MPEG بیت‌های اطلاعات به صورت سریال ارسال می‌شوند و به همراه آن‌ها بیت‌های کنترل و هماهنگ‌کننده نیز ارسال می‌شوند که موقعیت و نحوه قرارگیری بیت‌های اطلاعاتی را برای انتقال و ثبت اطلاعات صدا و تصویر تعیین می‌کند.
- روش MPEG۲

در روش MPEG۲ از ضریب فشرده‌سازی بالاتری استفاده می‌شود و امکان دسترسی به اطلاعات ۳ تا ۱۵ مگابیت بر ثانیه است از این روش در دی‌وی‌دی‌های امروزی استفاده می‌شود در اینجا نیز هر فریم از تصویر، شامل چندین سطر از اطلاعات دیجیتالی است.
- روش MPEG ۴

از این روش برای تجهیزاتی که با انتقال سریع یا کند اطلاعات سر و کار دارند استفاده می‌شود. این روش توانایی جبران خطا و ارائه تصویر با کیفیت بالا را دارد. مسئله خطا و جبران آن در مورد تلفن‌های همراه و کامپیوترهای خانگی و لپ‌تاپ‌ها و شبکه‌ها از اهمیت زیادی برخوردار است. در شبکه‌های کامپیوتری باید تصویر برای کاربرانی که از مودم‌های سریع یا کند استفاده می‌کنند به خوبی نمایش داده شود، در چنین حالتی روش MPEG ۴ مناسب است. از این روش در دوربین‌های تلویزیونی نیز استفاده می‌شود. ایده اصلی این روش تقسیم یک فریم ویدئویی به یک یا چند موضوع است که مطابق قاعده خاصی کنار هم قرار می‌گیرند مانند درختی که از روی برگ‌های آن بتوان به شاخه تنه یا ریشه آن دست یافت. هر برگ می‌تواند شامل یک موضوع صوتی یا تصویری باشد. هر کدام از این اجزاء به صورت مجزا و جداگانه قابل کپی یا انتقال هستند. این تکنیک را با آموزش زبان می‌توان مقایسه کرد.
همان‌طوری‌که در آموزش زبان، کلمات به صورت مجزا و جداگانه قرار داده می‌شوند و ما با مرتب کردن آن جملات خاصی می‌سازیم و می‌توانیم در چند جمله، کلمات مشترک را فقط یک‌بار بنویسیم و هنگام مرتب کردن آن‌ها به کلمات مشترک رجوع کنیم، در اینجا هم هر یک از این اجزاء یک موضوع خاص را مشخص می‌کند و ما می‌توانیم اجزاء مشترک را فقط یک‌بار به کار ببریم و هنگام ساختن موضوع به آن‌ها رجوع کنیم. هر یک از موضوعات هم می‌توانند با موضوعات دیگر ترکیب و مجموعه جدیدی را به وجود آورند. این مسئله باعث انعطاف‌پذیری و کاربرد فراوان روش MPEG۴ می‌شود. برای مثال به صحنه بازی تنیس توجه کنید. در یک بازی تنیس می‌توان صحنه را به دو موضوع بازیکن و زمین بازی تقسیم کرد زمین بازی همواره ثابت است، بنابراین به عنوان یک موضوع ثابت همواره تکرار می‌شود ولی بازیکن همواره در حال حرکت است و چندین موضوع مختلف خواهد بود. این مسئله سبب کاهش پهنای باند اشغالی توسط تصاویر دیجیتالی می‌شود. توجه داشته باشید که علاوه بر سیگنال‌های مربوط به این موضوعات، سیگنال‌های هماهنگ‌کننده‌ای هم وجود دارند که نحوه ترکیب و قرارگیری صحیح موضوعات را مشخص می‌کند.

## کاربرد پردازش تصویر در زمینه‌های مختلف
امروزه با پیشرفت تجهیزات تصویر برداری و الگوریتم‌های پردازش تصویر شاخهٔ جدیدی در کنترل کیفیت و ابزار دقیق به وجود آمده است؛ و هر روز شاهد عرضه سیستم‌های تصویری پیشرفته برای سنجش اندازه، کالیبراسیون، کنترل اتصالات مکانیکی، افزایش کیفیت تولید و … هستیم.

### اتوماسیونصنعتی
با استفاده از تکنیک‌های پردازش تصویر می‌توان دگرگونی اساسی در خطوط تولید ایجاد کرد. بسیاری از پروسه‌های صنعتی که تا چند دهه پیش پیاده‌سازی شان دور از انتظار بود، هم‌اکنون با بهره‌گیری از پردازش هوشمند تصاویر به مرحله عمل رسیده‌اند. از جمله منافع کاربرد پردازش تصویر به شرح زیر است.
- افزایش سرعت و کیفیت تولید
- کاهش ضایعات
- اصلاح روند تولید
- گسترش کنترل کیفیت

#### بینایی ماشین و پردازش تصویر در اتوماسیون صنعتی
کنترل ماشین آلات و تجهیزات صنعتی یکی از وظایف مهم در فرایندهای تولیدی است. به‌کارگیری کنترل خودکار و اتوماسیون روزبه روز گسترده‌تر شده و رویکردهای جدید با بهره‌گیری از تکنولوژی‌های نو امکان رقابت در تولید را فراهم می‌سازد. لازمه افزایش کیفیت و کمیت یک محصول، استفاده از ماشین آلات پیشرفته و اتوماتیک می‌باشد. ماشین آلاتی که بیشتر مراحل کاری آن‌ها به‌طور خودکار صورت گرفته و اتکای آن به عوامل انسانی کمتر باشد.
امروزه استفاده از تکنولوژی ماشین بینایی و تکنیک‌های پردازش تصویر کاربرد گسترده‌ای در صنعت پیدا کرده است و کاربرد آن به ویژه در کنترل کیفیت محصولات تولیدی، هدایت روبات و مکانیزم‌های خود هدایت شونده روز به روز گسترده‌تر می‌شود.
عدم اطلاع کافی بعضی مهندسان در بعضی کشورها از تکنولوژی ماشین بینایی و عدم آشنایی با توجیه اقتصادی به‌کارگیری آن موجب شده است که در استفاده از این تکنولوژی تردید و در بعضی مواقع واکنش منفی وجود داشته باشد. علی‌رغم این موضوع، ماشین بینایی روز به روز کاربرد بیشتری پیدا کرده و روند رشد آن چشمگیر بوده است.
عملیات پردازش تصویر در حقیقت مقایسهٔ دو مجموعه عدد است که اگر تفاوت این دو مجموعه از یک محدوده خاص فراتر رود، از پذیرفتن محصول امتناع شده و در غیر این‌صورت محصول پذیرفته می‌شود. در زیر پروژه‌هایی که در زمینهٔ پردازش تصاویر پیاده‌سازی شده است، توضیح داده می‌شود. این پروژه‌ها با استفاده از پردازش تصویر، شمارش و اندازه‌گیری اشیاء، دسته‌بندی اشیاء، تشخیص عیوب مثل تشخیص ترک، و بسیاری عملیات دیگر را انجام می‌دهند:
- اندازه‌گیری و کالیبراسیون
- جداسازی پین‌های معیوب
- بازرسی لیبل و خواندن بارکد
- بازرسی عیوب چوب
- بازرسی قرص
- بازرسی و دسته‌بندی زعفران
- درجه‌بندی و دسته‌بندی کاشی
- بازرسی میوه
- بازرسی شماره چک

### کالیبراسیون و ابزار دقیق
اندازه‌گیری دقیق و سنجش فواصل کوچک یکی از دغدغه‌های اصلی در صنایع حساس می‌باشد. دوربین‌های با کیفیت امکان کالیبراسیون با دقت بسیار بالا در حد میکرون را فراهم آورده‌اند. به کمک سیستم‌های مبتنی بر پردازش تصویر می‌توان اشکال پیچیده صنعتی را با سرعت و دقت بالا اندازگیری کرد.

### کشاورزی
کاربردهای مختلفی که می‌توان برای پردازش تصویر در حوزه کشاورزی متصور شد، عبارتند از:
1. تغییرات کاربری زمین‌ها، اطلاع از مساحت و ابعاد زمین‌های کشاورزی و اطلاع از روند فرسایش خاک
2. تهیه نقشهٔ علف‌های هرز مزرعه یا منطقهٔ هجوم آفات و تشخیص بیماری و کود مورد نیاز میوه‌ها و سبزیجات
3. تهیهٔ سامانه‌ای بر مبنای ماشین بینایی برای چیدن یک محصول با استفاده از رنگ، سطح و اندازه
4. پیش‌بینی رسیدگی محصولاتی از قبیل گندم و غلات، چیدن خودکار میوه‌ها، دسته‌بندی محصولات کشاورزی، بررسی کیفیت و عیوب محصولات، تشخیص واریته و رقم، گریدینگ و بررسی شرایط بهینهٔ محصول جهت انبارداری و دیگر حوزه‌های صنایع غذایی
5. دسته‌بندی کیفی میوه‌ها و صیفی‌جات، اندازه‌گیری ابعاد دانه‌های کوچک و طبقه‌بندی دانه‌های غلات.[۲]

### حمل و نقل

#### سرعت‌سنجی خودرو
رشد استفاده از سیستم‌های کنترل هوشمند سرعت و ثبت تخلف در سال‌های اخیر مشهود بوده است. این سیستم‌ها برای تشخیص سرعت خودروهای عبوری، از روش‌های متفاوتی استفاده می‌کنند. در این زمینه می‌توان از الگوریتم‌های پردازش تصویر استفاده کرد. با استفاده از دو دوربین و کالیبره کردن آن‌ها و پردازش تفاوت دید موجود در تصاویر به دست آمده از دو دوربین امکان تشخیص عمق خودروی عبوری فراهم می‌شود؛ و با توجه به مکان خودرو در لحظه‌های مختلف، سرعت خودرو قابل محاسبه است.
از مزایای استفاده از روش سرعت سنجی خودروها به کمک پردازش تصویر نسبت به دیگر روش‌ها مانند رادار یا لیزر، پ سیو بودن این روش است. بدین ترتیب امکان ثبت نشدن تخلف به علت استفاده متخلف از دستگاه‌های مختل‌کننده (Jammer) وجود ندارد. همچنین دستگاه‌های هشدار دهنده وجود سیستم‌های سرعت سنج که با آشکارسازی امواج رادار به متخلف هشدار می‌دهند نیز دیگر کاربری نخواهند داشت.
این سیستم‌های سرعت سنج دارای دونوع هستند.
- سرعت سنج ثابت که بر روی پایه‌هایی در کنار بزرگراه‌ها و جاده‌ها نصب می‌شوند.
- سرعت سنج خودرویی که بر روی خودروی پلیس سوار می‌شود. به علت حرکت خودروی پلیس استفاده از الگوریتم‌های ثابت‌کننده تصویر به منظور حذف حرکت خودروی پلیس لازم می‌باشد. از این نمونه بر روی خودروهای زانتیای کنترل نامحسوس پلیس ایران نصب شده است.

### پلاک خوان
پلاک‌خوانی خودرو با آموختن کاراکترهایی که پلاک خودرو از آن تشکیل شده است می‌توان در تصویر بدست آمده از دوربین پلاک خوان به دنبال آن کاراکترها گشت. سیستم‌های پلاک خوان خودرو کاربردهای مختلفی دارد که می‌توان به چند نمونه اشاره کرد.
- پلاک‌خوانی جهت کنترل عبور و مرور در مرزها
- پلاک‌خوانی خودروهای متخلف در سیستم‌های ثبت تخلف و اعمال جریمه

#### پلاک خوان پارکینگی
پلاک‌خوان پارکینگی با بهره‌گیری از توان قرائت پلاک به منظور هوشمندسازی و اتوماسیون پارکینگ‌های اداری با ورود افرادی از قبل شناخته شده و همچنین پارکینگ‌های عمومی مورد استفاده قرار می‌گیرد. این سامانه با ثبت ورود و خروج هر یک از خودروها و محاسبه وجه پارکینگ بر حسب تعرفه و مدت زمان استفاده از محیط پارکینگ کمک شایانی به مدیریت هوشمند یک پارکینگ مکانیزه می‌نماید.

#### پلاک‌خوان سازمانی
از این پلاک خوان به منظور ثبت پلاک خودرو و کنترل تردد خودروها استفاده می‌گردد. به‌کارگیری این نوع از پلاک خوان‌ها برای سازمان‌ها و ادارات جهت امکان کنترل تردد خودروها و انواع گزارش‌ها، تعریف افراد مجاز و مهمان در سامانه، کنترل درب‌ها با راهبند مکانیزه برای افراد مجاز مناسب می‌باشد.

#### پلاک‌خوان آماری
این پلاک خوان جهت ثبت پلاک خودرو و آمارگیری تردد خودروها استفاده شده و از نرم‌افزار ساده‌ای بهره برده و قرائت و ثبت پلاک‌های عبوری با آن صورت می‌پذیرد.

#### پلاک‌خوان جامع
پلاک‌خوان جامع در واقع به منظور کاربرد ترکیبی پلاک خوان سازمانی و پارکینگی تعریف شده است و برای مواردی بکار می‌رود که محاسبات مالی برای پلاک‌های ناشناس با تعریف افراد مجاز دائمی ترکیب می‌شود و قابلیت‌های هر دو سامانه را دارا می‌باشد.